# Lysica
Lysica (en hongrois : Trencsénladány) est une commune de la région de Žilina, en Slovaquie.

## Histoire
La première mention écrite du village date de 1475.

## Démographie

### Évolution de la population
| Année:               | 1994. | 2004.   | 2014.   | 2024.   |
| -------------------- | ----- | ------- | ------- | ------- |
| Nombre de personnes: | 912   | 859     | 835     | 901     |
| Différence:          |       | -5,81 % | -2,79 % | +7,90 % |

| Année:               | 2023. | 2024.   |
| -------------------- | ----- | ------- |
| Nombre de personnes: | 893   | 901     |
| Différence:          |       | +0,89 % |